# Blascomillán
Blascomillán – gmina w Hiszpanii, w prowincji Ávila, w Kastylii i León, o powierzchni 39,6 km². W 2011 roku gmina liczyła 207 mieszkańców.